# Nebenwirkung
Eine Nebenwirkung (NW) ist eine neben der beabsichtigten Wirkung eines Arzneimittels auftretende unerwünschte und schädliche Wirkung. Daneben wird der Begriff unerwünschte Arzneimittelwirkung (UAW), kurz auch nur unerwünschte Wirkung, verwendet. Manchmal werden die unerwünschten Arzneimittelwirkungen auch als Schadwirkung oder als Störwirkung bezeichnet.

„Wenn behauptet wird, dass eine Substanz keine Nebenwirkung zeigt, so besteht der dringende Verdacht, dass sie auch keine Hauptwirkung hat.“

In manchen Fällen können die neben der Hauptwirkung auftretenden Wirkungen auch einen positiven Effekt auf ein Krankheitsgeschehen haben.

## Einteilung
Man kann Nebenwirkungen unterteilen in:
- Arzneistofftypische und dosisabhängige Nebenwirkungen (meist mit der Hauptwirkung verwandt)
- Dosisunabhängige unerwünschte Wirkungen (etwa Überempfindlichkeitsreaktionen).

Je nach Schwere der Erkrankung müssen der Arzt sowie der Patient selbst abwägen, ob sich das Risiko der Nebenwirkungen mit dem Nutzen des Medikamentes aufwiegen lässt.
Zuweilen können Nebenwirkungen erwünschte Effekte haben. Beispielsweise ist die zellwachstumshemmende (antiproliferative) Wirkung der Glucocorticoide bei Patienten mit Psoriasis gewünscht, da einer Schuppenbildung entgegengewirkt wird. Bei Patienten mit einem endogenen Ekzem ist diese Wirkung unerwünscht, da sie zu einem Dünnerwerden (Atrophie) der Haut führt.
Unter dem Aspekt der Pharmakovigilanz bedeutsam ist die Klassifizierung in
- Unvorhergesehene Nebenwirkungen: solche sind zuvor noch nicht beobachtet worden und daher nicht in der Zusammenfassung der Merkmale des Arzneimittels (Fachinformation) beschrieben.

- Schwerwiegende Nebenwirkungen: solche, die tödlich oder lebensbedrohend sind, eine stationäre Behandlung oder Verlängerung einer stationären Behandlung erforderlich machen, zu bleibender oder schwerwiegender Behinderung oder Invalidität führt oder sich in einer angeborenen Fehlbildung (kongenitale Anomalie) bzw. einem Geburtsfehler äußern. In klinischen Studien wird auch der Begriff „schwerwiegendes unerwünschtes Ereignis“ verwendet.

Für sie gelten EU-weit, gemäß dem harmonisierten Arzneimittelrecht, besondere Dokumentations- und Meldepflichten.
Es wird geschätzt, dass in der EU jährlich fast 200.000 Menschen an Arzneimittel-Nebenwirkungen sterben. Das europäische Parlament beschloss deshalb 2010 Verbesserungen der Patienteninformation (zum Beispiel im Beipackzettel).

## Häufigkeit und Beschreibung der Nebenwirkungen
Nebenwirkungen sind in der Fachinformation (für Ärzte und Apotheker) und in der Packungsbeilage (für Patienten) aufzuführen. Häufigkeit und Beschreibung des Auftretens von Nebenwirkungen sind hinsichtlich der Benennung, Strukturierung und Häufigkeitsangaben einheitlich festgelegt (Terminologie, Organklassensystem und Häufigkeitsdefinition nach MedDRA). Sowohl Fachinformation als auch Beipackzettel listen als Nebenwirkungen unerwünschte Wirkungen auf, die nach der Anwendung auftreten und für die ein ursächlicher Zusammenhang bekannt oder zumindest plausibel ist. Wirkungen für die es nicht einen zumindest vermuteten Kausalzusammenhang gibt, werden nicht aufgelistet. Die angegebene Häufigkeit des Auftretens beschreibt, wie häufig die Nebenwirkung nach Anwendung des Medikaments auftritt. Dies unterscheidet nicht, ob diese durch das Medikament ausgelöst wurde oder auch ohne die Anwendung des Medikaments aufgetreten wären.
Die Häufigkeitsangaben zu Nebenwirkungen basieren auf folgenden Kategorien:
| Bezeichnung   | in Prozent   | Beschreibung                                                     |
| ------------- | ------------ | ---------------------------------------------------------------- |
| Sehr häufig   | > 10 %       | kann mehr als 1 von 10 Behandelten betreffen                     |
| Häufig        | 1 – 10 %     | kann bis zu 1 von 10 Behandelten betreffen                       |
| Gelegentlich  | 0,1 – 1 %    | kann bis zu 1 von 100 Behandelten betreffen                      |
| Selten        | 0,01 – 0,1 % | kann bis zu 1 von 1000 Behandelten betreffen                     |
| Sehr selten   | < 0,01 %     | kann bis zu 1 von 10000 Behandelten betreffen                    |
| Nicht bekannt |              | Häufigkeit auf Grundlage der verfügbaren Daten nicht abschätzbar |

Seltene und sehr seltene Nebenwirkungen machen sich erst ab einer höheren Zahl von Anwendungen (Einnahmedauer, Patientenzahl) bemerkbar. Aus statistischen Gründen müssen zum Beispiel für Nebenwirkungen mit einer Häufigkeit von 1:1 Million etwa sechs Millionen Anwendungen beobachtet werden. Dadurch besteht bei neuen oder wenig verbreiteten Arzneimitteln ein erhöhtes Risiko für bis dahin unbekannte Nebenwirkungen.

## Arzneimittelsicherheit
Pharmaunternehmen sind verpflichtet, alle bekannt gewordenen Nebenwirkungen eines Medikaments, unabhängig von seiner Kausalität, zu sammeln, auszuwerten und ggf. in der Zusammenfassung der Merkmale des Arzneimittels (in Deutschland: Fachinformation) sowie im Beipackzettel anzugeben. Gemäß § 84 Arzneimittelgesetz (AMG) haftet der Hersteller für alle nicht in diesen Produktinformationen angegebenen Nebenwirkungen.

## Situation in der Europäischen Union

### Juristische Definition
Nach der gesetzlichen Definition ist eine Nebenwirkung eine „Reaktion auf das Arzneimittel, die schädlich und unbeabsichtigt ist“, die bei Tierarzneimitteln allerdings eingeschränkt sind auf solche, die bei einem bestimmungsgemäßen Gebrauch auftreten. Die weiter gefasste Definition im Humanarzneimittelrecht hingegen berücksichtigt darüber hinaus auch unerwünschte Wirkungen, die nach Medikationsfehlern (z. B. Überdosierung, falsche Anwendungsart), off-label-Anwendung oder Arzneimittelmissbrauch – also einer nicht bestimmungsgemäßen Anwendung – auftreten: auch sie sollen aus Gründen der Arzneimittelsicherheit erfasst und an die Arzneimittelbehörde gemeldet werden. Die Darstellung der Nebenwirkungen im Beipackzettel ist beschränkt auf die nach bestimmungsgemäßem Gebrauch beobachteten.

### Meldung von Verdachtsfällen
Stellt ein Patient nach der Anwendung eines Medikamentes unerwünschte Veränderungen fest, sollte er dies seinem Arzt oder Apotheker mitteilen. Dieser meldet den Fall an die zuständigen Stellen (in Deutschland Arzneimittelkommission oder die zuständige Bundesbehörde). Es besteht die Möglichkeit, einen UAW-Verdachtsfall auch online zu melden, sowohl für Angehörige der Heilberufe als auch für Bürger. Die Arzneimittelkommission der deutschen Ärzteschaft (AKdÄ) veröffentlicht auf ihrer Internetseite einen Berichtsbogen, der auch regelmäßig im Deutschen Ärzteblatt abgedruckt wird und den man ebenfalls zur Meldung (in Deutschland) nutzen kann. Auch in anderen EU-Ländern können in zunehmendem Maße Verdachtsfälle von Nebenwirkungen auf verschiedene Arten auch von Patienten direkt gemeldet werden.
In Großbritannien hingegen können Patienten unerwünschte Nebenwirkungen mit der Yellow Card direkt der Arzneimittel-Kontrollbehörde Medicines and Healthcare products Regulatory Agency melden. In der Schweiz besteht ein Meldesystem, das auf der Website der Behörde Swissmedic beschrieben ist; eine Meldepflicht besteht für alle Fachleute, die zur Abgabe, Anwendung oder Verschreibung von Arzneimitteln berechtigt sind sowie für pharmazeutische Firmen, die Arzneimittel herstellen oder vertreiben.

### Recherche von Verdachtsfällen
Das Bundesinstitut für Arzneimittel und Medizinprodukte (BfArM) bot ab April 2013 einen Online-Zugang zu seiner Datenbank mit Verdachtsmeldungen unerwünschter Arzneimittelwirkungen an. Mit dem Internetangebot bestand für Ärzte und Patienten die Möglichkeit, sich vertieft über Arzneimittelrisiken zu informieren. Per 22. November 2017 wurde die deutsche Datenbank geschlossen durch eine europäische Datenbank der Europäischen Arzneimittelagentur abgelöst. Die Datenbank kann über eine von der Agentur geschaffene Website recherchiert werden.

### Medizinprodukte
Die Medizinprodukteverordnung (MDR) erwähnt Nebenwirkungen in der Definition eines Vorkommnis.  Unerwünschte Nebenwirkungen sind in der Gebrauchsanweisung zu nennen.

## Situation in der Schweiz
Eine gemeinsame Studie der Universitäten Luzern und Zürich, des Universitätsspitals Zürich und von Swissmedic, welche 2023 veröffentlicht wurde, zeigt, dass trotz der gesetzlichen Meldepflicht in der Schweiz nur die wenigsten Fälle gemeldet werden. Der Studie zufolge sind im untersuchten Zeitraum von 2012 bis 2019 jährlich rund 32.000 Spitaleinweisungen auf unerwünschte Arzneimittelwirkungen zurückzuführen, was 2,3 Prozent aller Spitaleinweisungen entspricht. Bei den Todesfällen werden laut Schätzung der Studie etwa nur 12 Prozent gemeldet.

## Maßnahmen
Das Spektrum möglicher Nebenwirkungen von Medikamenten reicht von relativ harmlosen Begleiterscheinungen (z. B. Müdigkeit) bis hin zu Wirkungen, deren Schaden den Nutzeffekt des Medikamentes übersteigt. Eine große Zahl an schwersten unerwünschten Arzneimittelwirkungen trat in den 1960er Jahren nach Einnahme des Schlafmittels Thalidomid (Contergan) in der Schwangerschaft auf, das schwere körperliche Fehlbildungen des Embryos verursachte und deshalb vom Markt genommen werden musste. Weitere Fälle schwerster Nebenwirkungen, die die Marktrücknahme erforderten, traten unter Behandlung mit dem Rheumamittel Coxigon (1982) und Vioxx (2004), 1983 mit dem Schmerzmittel Zomax, letzteres mit fünf Todesfällen in den USA, auf. Abgesehen von der Seltenheit einer Nebenwirkung kommen auch Faktoren wie unterschiedliche Patientengruppen oder -risiken, die erst beim breiten Einsatz mit dem Präparat in Berührung kommen, als Erklärung für die Beobachtung der Nebenwirkungen in Frage.
Neben einem totalen Vertriebsstopp kommen als Maßnahmen zur Verbesserung des Nutzen-Risiko-Verhältnisses beispielsweise Beschränkungen der Anwendungsgebiete, Erweiterung der Gegenanzeigen, Anbringen von Warnhinweisen und Einrichtung von Vorsichtsmaßnahmen in Frage.

## Gesellschaftliche Bedeutung
2003 berichtete Jürgen C. Frölich, damals Leiter der Pharmakologie der Medizinischen Hochschule Hannover (MHH), dass –  übertrage man die Daten einer Studie aus Norwegen auf Deutschland – jedes Jahr mehr als 50.000 Menschen in Deutschland durch unerwünschte Arzneimittelwirkungen ums Leben kämen. Die prospektive norwegische Studie an einer dortigen Klinik hatte ergeben, dass mehr als 18 % der dort innerhalb von zwei Jahren aufgetretenen Todesfälle durch unerwünschte Arzneimittelwirkungen bedingt waren und dass ohne Autopsie gerade mal 8 von 133 durch unerwünschte Arzneimittelwirkungen und Arzneimittelwechselwirkungen bedingten Todesfälle auch als solche erkannt wurden. Schätzungsweise jeder zweite Todesfall durch unerwünschte Arzneimittelwirkungen wäre vermeidbar. Diese Zahl beziehe sich jedoch nur auf die „internistischen Abteilungen“ und sei deshalb „ein kleiner Teil von allen Krankenhausaufnahmen, die stattfinden“ und weiterhin „ein kleiner Teil von allen Todesfällen, die durch Arzneimittel tatsächlich stattfinden“, so Frölich unter anderem 2004 in der SWR-Dokumentation „Tödliche Pillen“.
Volkswirtschaftlicher Schaden eines (Unfall-)Toten beträgt nach EU-Berechnungen etwa eine Million Euro. Eine Auswertung von 3664 Klinikeinweisungen durch unerwünschte Arzneimittelwirkungen zwischen 2000 und 2006 stellte Petra Thürmann vom Lehrstuhl für klinische Pharmakologie der Universität Witten/Herdecke vor. 530 der UAW waren durch Insuline und deren Analoga verursacht, 446 durch NSAR, 437 durch Phenprocoumon, 316 durch Digitalis (90 % durch Digitoxin), 285 durch Beta-Blocker, 267 durch orale Antidiabetika und 262 durch Diuretika. 59 % der UAW traten bei Patienten über 70 Jahre auf.
Die gesetzlichen Krankenversicherungen Y wendeten 2006 fast 125 Millionen Euro für die Behandlung gastrointestinaler Nebenwirkungen der NSAR auf. Geschätzt 1100 bis 2200 Menschen sterben in Deutschland jährlich an gastrointestinalen Komplikationen. Die Dunkelziffer dürfte deutlich höher liegen.
Man geht davon aus, dass bei etwa fünf Prozent der medikamentös behandelten Patienten UAW auftreten und dass bei etwa drei bis sechs Prozent aller Patienten, die auf internistischen Stationen aufgenommen werden (geschätzt 50.000–300.000), eine UAW die Ursache für diese Aufnahme ist. Etwa 2,3 % der aufgenommenen Patienten versterben als direkte Auswirkung der UAW. Unerwünschte Wirkungen waren somit für den Tod von 0,15 % der im Krankenhaus behandelten Patienten verantwortlich (0,1 bis 0,2 %). 49,6 % der tödlichen UAWs wurden mit einer inkorrekten Anwendung der Arzneimittel begründet.
Neben der Belastung für die Patienten durch UAW ist auch die ökonomische Belastung für das Versorgungssystem erheblich: In einem Gutachten des Sachverständigenrates zur Begutachtung der Entwicklung im Gesundheitswesen von 2007 wurden die Kosten für UAW-induzierte Krankenhausbehandlungen in Deutschland auf 350 bis 400 Millionen € jährlich geschätzt, die Kosten können fünf bis neun Prozent der Gesamtkrankenhauskosten ausmachen.
Nach dem Ergebnis einer prospektiven Beobachtungsstudie aus 2004 ist jede 16. stationäre Patientenbehandlung Folge einer Arzneimittelnebenwirkung. Jedes Jahr ergäben sich daher Kosten von umgerechnet über 700 Millionen Euro für den National Health Service (NHS) in Großbritannien. Ein Forscherteam um Munir Pirmohamed von der University of Liverpool wertete die Aufnahmedaten von 18.820 Patienten über 16 Jahre aus, die im Laufe eines halben Jahres in zwei Kliniken behandelt wurden. Die Autoren versuchten, alle Fälle zu erkennen, in denen eine Arzneimittelnebenwirkung die definitive, wahrscheinliche oder mögliche Ursache der Klinikaufnahme war. Dieser Zusammenhang wurde bei 1225 Patienten gesehen, was einer Prävalenz von 6,5 % entspricht. Entsprechende Ergebnisse gingen laut ihrer Darstellung auch aus früheren Untersuchungen zur gleichen Fragestellung hervor.
Knapp 20 Jahre später wurde diese Studie in Liverpool wiederholt. Die Ergebnisse deuten darauf hin, dass der Anteil der Krankenhausbehandlungen, die wegen Arzneimittelnebenwirkungen notwendig werden weiter ansteigt. Während man 2004 einen Anteil von 6,5 % der Krankenhausbehandlungen ermittelte, waren es 2022 18,4 % die wegen Arzneimittelnebenwirkungen eingewiesen wurden. Die Autoren sehen die Ursache darin, dass Patienten immer häufiger wegen mehrerer Krankheiten viele Medikamente gleichzeitig einnehmen müssen.
Insbesondere bei älteren Patienten ist das Risiko für UAW hoch. Aus diesem Grund erstellte der US-amerikanische Geriater Mark Beers 1991 eine Auflistung von Medikamenten, die über 65-jährigen Patienten nicht verordnet werden sollten, die sogenannte Beers-Liste.

## Nebenwirkung wird zur Hauptwirkung
Nebenwirkungen (unbeabsichtigte Wirkungen) können auch zur Hauptwirkung bzw. Indikation werden. Der Arzneistoff Sildenafil wurde zum Beispiel ursprünglich als Blutdrucksenker entwickelt, wozu er sich als wenig geeignet erwies. Dafür zeigte er unbeabsichtigte Wirkungen, die in der Folge zur neuen Hauptwirkung wurden: Sildenafil kam 1998 als Viagra zur Behandlung der erektilen Dysfunktion („Potenzmittel“) auf den Markt – die Wirkung auf den Blutdruck wurde dagegen zur unerwünschten Nebenwirkung. Im ursprünglich beabsichtigten Anwendungsbereich folgte 2005 eine Zulassung als Revatio für die Behandlung eines abnormal hohen Blutdrucks in den Lungenarterien (pulmonal-arterielle Hypertonie).

## Belletristische Rezeption
- Side Effects – Tödliche Nebenwirkungen, Thriller von Steven Soderbergh (2013)